# Guioa contracta
Guioa contracta är en kinesträdsväxtart som beskrevs av Ludwig Radlkofer. Guioa contracta ingår i släktet Guioa och familjen kinesträdsväxter. Inga underarter finns listade i Catalogue of Life.